# Java User Group

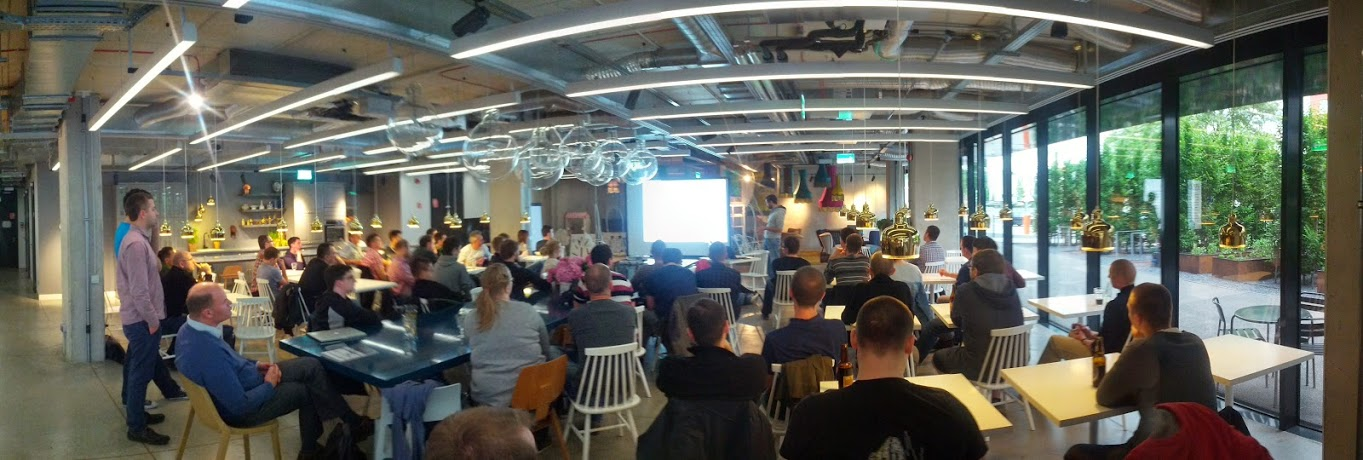
Reunión de Java User Group en Polonia (2014)

Un Java User Group (JUG) o Grupo de Usuarios de Java es una comunidad de usuarios del lenguaje de programación Java. La mayoría de los JUG se determinan geográficamente.
Normalmente, los miembros de un JUG se apoyan mutuamente a través de:
- reuniones periódicas
- listas de correo
- un sitio web o de colaboración wiki
- de estudio para Java exámenes de certificación

Al igual que los grupos de usuarios de otras tecnologías, muchos JUGs suelen salvar sus costos al reunirse en los espacios educativos o de la comunidad (por ejemplo, las aulas de una universidad) y/o pedir patrocinio a las empresas locales.
Editoriales como O'Reilly y Apress suelen enviar libros gratuitos para que se distribuyan en los JUGs a cambio de la publicación de revisiones de los libros.
- Datos: Q511778